# Psittiparus
Psittiparus (лат.) — род птиц семейства суторовых отряда воробьинообразных. Ранее в состав рода включали четыре вида: Psittiparus gularis, Psittiparus margaritae, Psittiparus ruficeps и Psittiparus bakeri.
| Изображение | Русское название   | Научное названиe       | Распространение                                    |
| ----------- | ------------------ | ---------------------- | -------------------------------------------------- |
|             | Сероголовая сутора | Psittiparus gularis    | От Гималаев до Индокитая и Хайнаня.                |
|             |                    | Psittiparus margaritae | восточная Камбоджа и южный Вьетнам.                |
|             | Рыжеголовая сутора | Psittiparus ruficeps   | Восточные Гималаи, Мьянма, Лаос и Вьетнам.         |
|             |                    | Psittiparus bakeri     | Восточная Азия от восточных Гималаев до Индокитая. |

Ранее все суторовые, кроме большой суторы (Conostoma oemodium), были включены в Paradoxornis. Однако исследования ДНК показали, что этот род парафилетичен относительно более крупных сутор и американского вида Chamaea fasciata. Поэтому Paradoxornis был разделён на несколько более мелких родов, включая Psittiparus. 
Международный орнитологический конгресс (МОК) и Джеймс Клементс с соавторами в очередном издании монографии "Birds of the World, A Check List" включили все четыре вида в род Paradoxornis.
Исследования ДНК показали, что суторы образуют единую группу вместе с американскими тимелиями,  бывшими цистиколовыми из рода пекинских камышёвок (Rhopophilus) и несколькими родами, которые ранее также считались тимелиевыми (Fulvetta, Lioparus, Chrysomma, Moupinia и Myzornis). Эта группа, в свою очередь, наиболее тесно связана с славковыми в составе Sylviidae и ранее входила в это семейство, чего многие систематики птиц придерживаются до сих пор. Однако, согласно последним исследованиям, эти две группы разошлись примерно 19 миллионов лет назад, поэтому Международный союз орнитологов теперь выделяет их в собственное семейство Paradoxornithidae.